# Vallée du Boite
La vallée du Boite (val de la Guóite en ladin cadorino) est une vallée des Dolomites de la province de Belluno, traversée par la rivière Boite qui naît dans le village de Campo Croce au pied de la Croda Rossa d'Ampezzo dans le parc naturel des Dolomites d'Ampezzo. L'endroit le plus important de la vallée est Cortina d'Ampezzo. La zone autour du village est parfois appelée bassin d'Ampezzo. La vallée serpente au pied de l'Antelao et est dominée par plusieurs groupes de montagnes pittoresques des Dolomites. 

## Géographie
La vallée commence au point où la rivière Boite se jette dans le Piave, juste au sud de Pieve di Cadore près de Perarolo di Cadore, se développant initialement vers l'ouest. La première ville qui s'élève est Valle di Cadore ; puis la vallée tourne au nord-ouest de Vodo di Cadore, pour atteindre les communes de Borca di Cadore et de San Vito di Cadore ; le dernier tronçon correspond au bassin d'Ampezzo où se trouve Cortina d'Ampezzo. 
Entièrement parcourue par la route nationale 51 et la piste cyclable des Dolomites ainsi que traversée par la route nationale 48 des Dolomites à la hauteur de Cortina d'Ampezzo, elle est reliée au val d'Ansiei par le passo Tre Croci, au val Pusteria par le passo Cimabanche, au val Fiorentina par le col de Giau et au haut val Cordevole par le col de Falzarego. Le val di Zoldo est accessible via le passo Cibiana. Dans le passé, la vallée était reliée aux communautés de Selva di Cadore et Zoppè di Cadore respectivement via la forcella Forada et la forcella Ciandolada. 
La vallée présente, surtout dans la section avale, des pentes très raides ; c'est pourquoi la plupart des zones habitées ne se situent pas dans le fond de la vallée, mais se perchent sur ses pentes. Depuis la vallée, il est possible de voir tous les sommets de plus de 3 200 m des Dolomites orientales : en remontant la vallée, une vue s'ouvre sur l'Antelao (3 264 m), le Monte Pelmo (3 169 m), le Monte Rite (2 183 m), le groupe du Marmarole (2 926 m), le groupe du Sorapiss (3 205 m), la Croda da Lago (2 701 m), le Nuvolau (2 575 m), les Cinque Torri (2 361 m), le Tofane (3 244 m), le Pomagagnon (2 450 m), le Cristallo (3 221 m) et la Croda Rossa d'Ampezzo (3 146 m). 
Sur une courte portion de la route nationale, entre Pieve et Valle, la Civetta est également visible (3 220 m). Le Monte Rite, point panoramique remarquable sur toute la vallée et sur les Dolomites environnantes, a été choisi par Reinhold Messner comme site du musée consacré au rock, parmi ceux du circuit du musée de la montagne Messner.

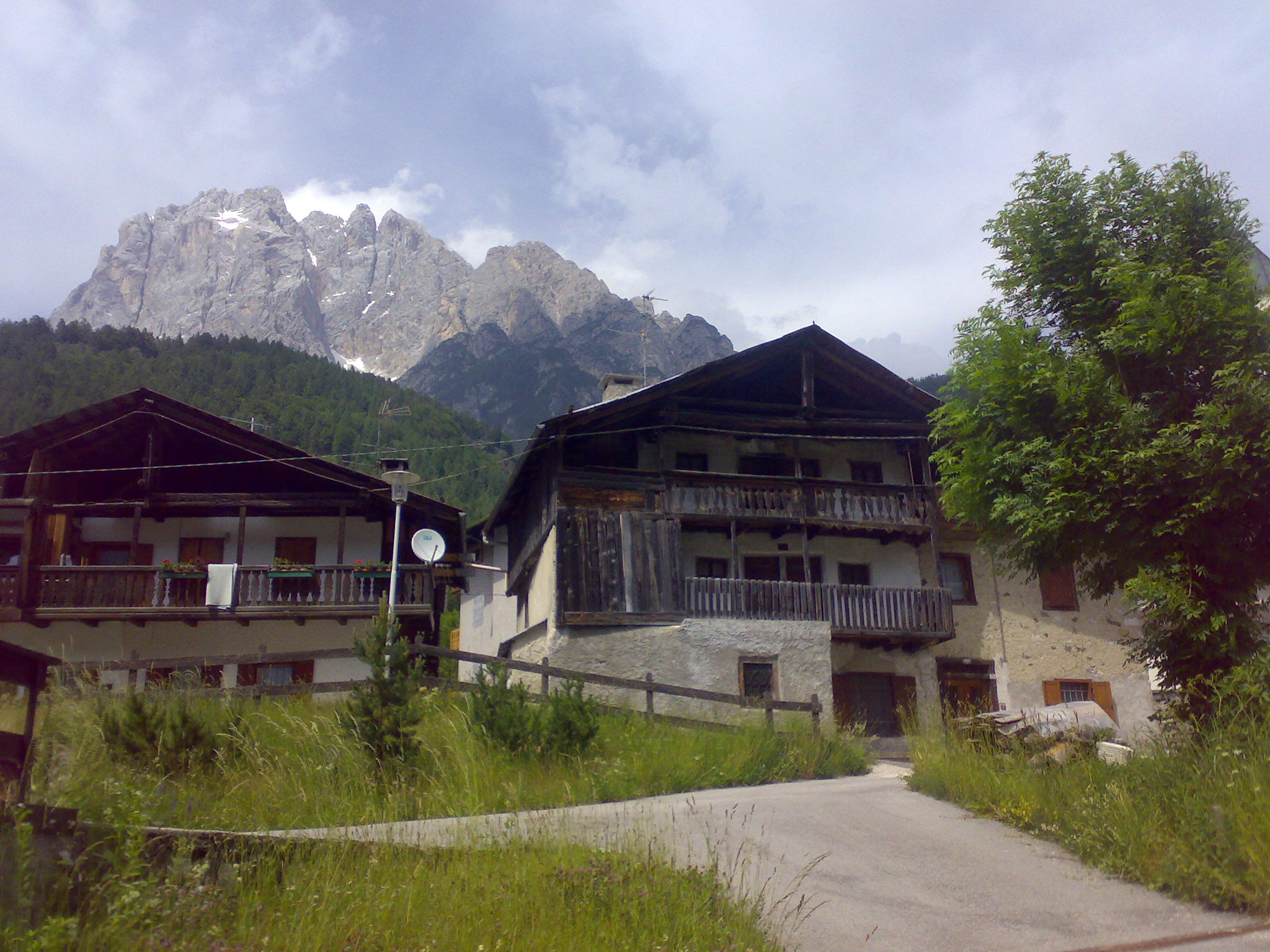
Maisons cadorines avec l'Antelao en arrière-plan.
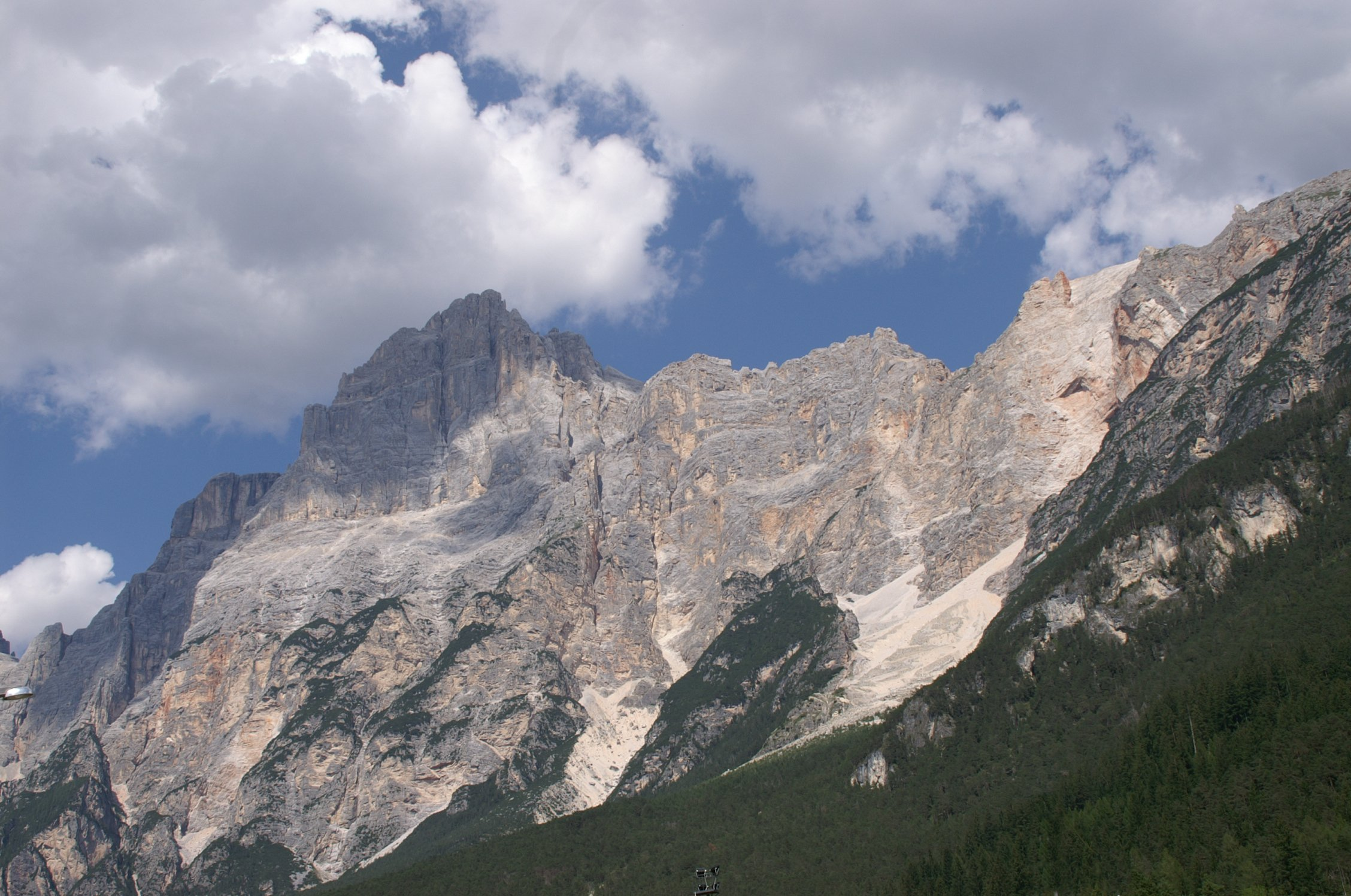
La Croda Marcora et la Punta dei Ross.
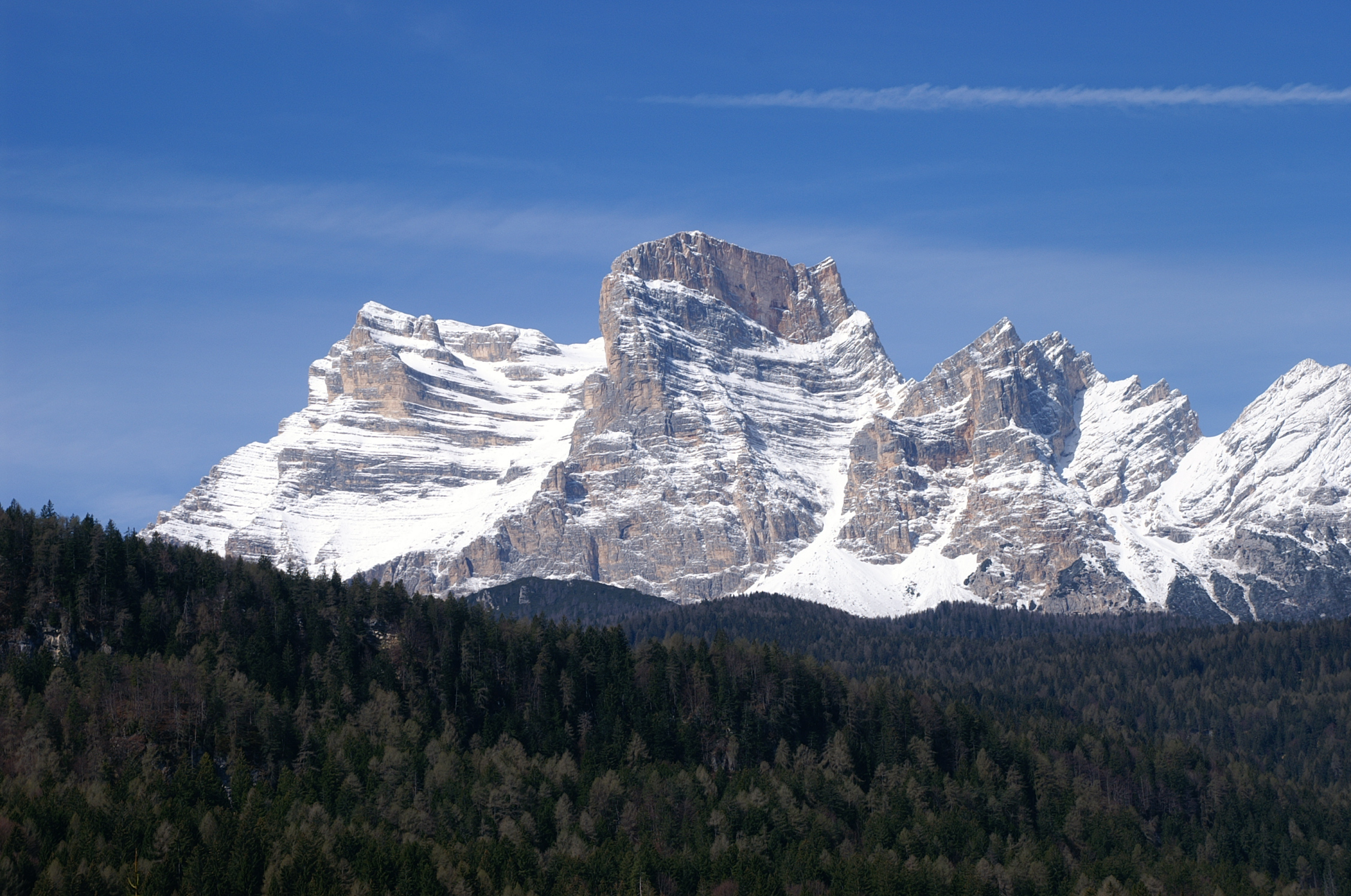
Le Monte Pelmo vu depuis Vodo di Cadore.
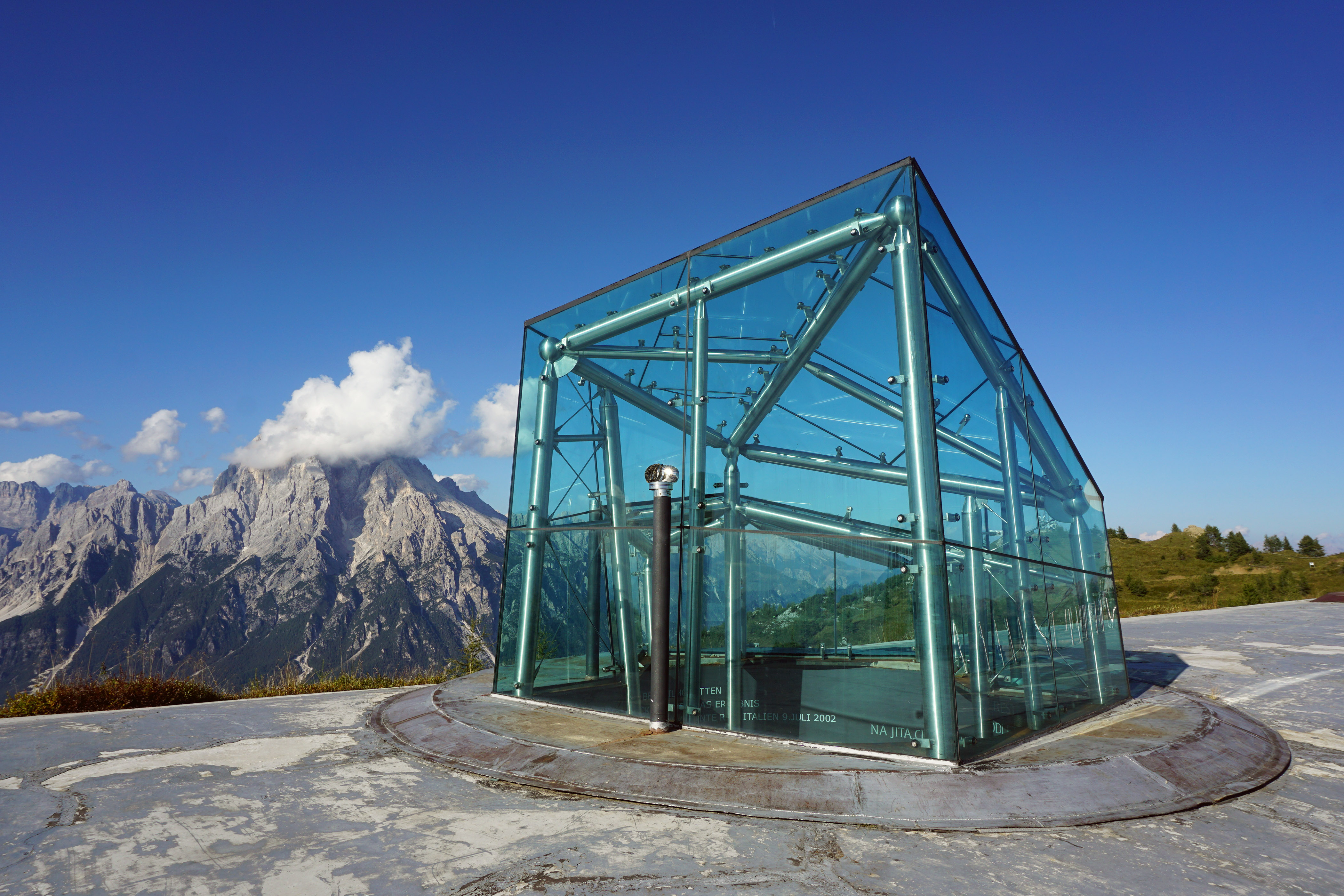
Le musée dans les nuages au Monte Rite.

## Tourisme

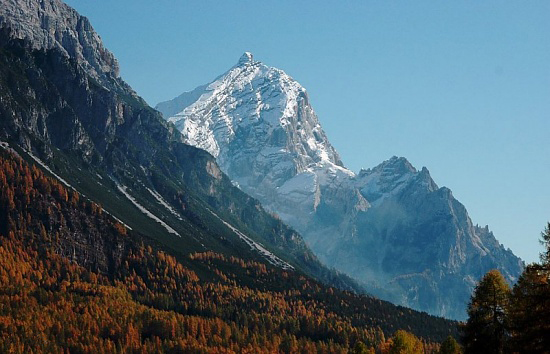
L'Antelao, vu de Cortina.

Les montagnes autour de la vallée du Boite font partie du patrimoine mondial des Dolomites depuis 2009. La partie nord de la vallée appartient au parc naturel régional des Dolomites d'Ampezzo. Il a été créé en 1990 et couvre 11 200 ha.
La région est visitée par les vacanciers aussi bien en période hivernale qu'estivale. Les alpinistes et les randonneurs sont nombreux durant les mois d'été. De nombreux sentiers sont accessibles depuis Cortina d'Ampezzo ou passe dans le vallée : l'Alta Via delle Dolomiti n. 1 passe à travers le Tofane et le Monte Pelmo, à l'ouest de Cortina d'Ampezzo ; le Cristallo, le Sorapiss, le Monte Pelmo et Monte Rite sont traversées par le sentier numéro 3 ; les sentiers 4 et 5 se terminent dans la vallée du Boite, dans le village de Pieve di Cadore ; le sentier numéro 9 traverse la vallée.
Cortina d'Ampezzo a accueilli les Jeux d'hiver de 1956. Les infrastructures sont toujours en service, incluant la piste Olimpia delle Tofane, sur laquelle des courses de Coupe du monde de ski sont toujours organisées.